# اتحاد الشعب الغيني
اتحاد الشعب الغيني (بالفرنسية: Union populaire guinéenne)‏ كان حزبًا سياسيًا في غينيا. تأسست في أبريل 1958 من خلال اندماج الحزب الديمقراطي الاشتراكي (الفرع الغيني للحركة الاشتراكية الأفريقية) والكتلة الأفريقية لغينيا. كان الحزب الفرع الغيني لحزب التجمع الأفريقي.
سيطر على الحزب عرقية الفولا الذين تلقوا تعليمهم في الغرب، مثل باري ديوادو وباري الثالث وعبد الله ديالو.
دعم الحزب حملة «لا» في استفتاء عام 1958 بشأن انضمام غينيا إلى المجتمع الفرنسي. بعد الاستفتاء والاستقلال اللاحق لغينيا، دمج الحزب في في التجمع الديمقراطي الأفريقي.